# سيستمير فيكباليك
سيستمير فيكباليك (بالروسية: Čestmír Vycpálek) لاعب كرة قدم ومدرب تشيكي سابق مولود في 15 مايو 1921 في براغ و متوفى في باليرمو في 5 مايو 2002 لعب ودرب في عدة أندية تشيكسلوفاكية وإيطالية.

## روابط خارجية
- سيستمير فيكباليك على موقع قاعدة بيانات كرة القدم.إي يو (الإنجليزية)
- سيستمير فيكباليك على موقع عالم كرة القدم.نت (الإنجليزية)